# Dicranella divaricatula
Dicranella divaricatula är en bladmossart som beskrevs av Bescherelle 1898. Dicranella divaricatula ingår i släktet jordmossor, och familjen Dicranaceae. Inga underarter finns listade i Catalogue of Life.